# ABBA (album)
ABBA – trzeci album zespołu ABBA wydany w 1975 roku przez szwedzką wytwórnię Polar Music.

## Lista utworów

### Strona A
| 1. | „Mamma Mia” (Andersson, Stig Anderson, Ulvaeus)    | 3:32  |
|    |                                                    |       |
| 2. | „Hey, Hey Helen” (Andersson, Ulvaeus)              | 3:17  |
|    |                                                    |       |
| 3. | „Tropical Loveland” (Andersson, Anderson, Ulvaeus) | 3:06  |
|    |                                                    |       |
| 4. | „SOS” (Andersson, Anderson, Ulvaeus)               | 3:23  |
|    |                                                    |       |
| 5. | „Man in the Middle” (Andersson, Ulvaeus)           | 3:03  |
|    |                                                    |       |
| 6. | „Bang-A-Boomerang” (Andersson, Anderson, Ulvaeus)  | 3:04  |
|    |                                                    |       |
|    |                                                    | 19:25 |
|    |                                                    |       |

### Strona B
| 1. | „I Do, I Do, I Do, I Do, I Do” (Andersson, Anderson, Ulvaeus) | 3:17  |
|    |                                                               |       |
| 2. | „Rock Me” (Andersson, Ulvaeus)                                | 3:06  |
|    |                                                               |       |
| 3. | „Intermezzo No. 1” (Andersson, Ulvaeus)                       | 3:48  |
|    |                                                               |       |
| 4. | „I’ve Been Waiting for You” (Andersson, Anderson, Ulvaeus)    | 3:41  |
|    |                                                               |       |
| 5. | „So Long” (Andersson, Ulvaeus)                                | 3:06  |
|    |                                                               |       |
|    |                                                               | 16:58 |
|    |                                                               |       |